# Cephalotes persimplex
Cephalotes persimplex är en myrart som beskrevs av De Andrade 1999. Cephalotes persimplex ingår i släktet Cephalotes och familjen myror. Inga underarter finns listade.